# Wygoda Plugawska
Wygoda Plugawska – wieś w Polsce położona w województwie wielkopolskim, w powiecie ostrzeszowskim, w gminie Doruchów.
Inne miejscowości o nazwie Wygoda: Wygoda